# Xavier de Maistre (harpiste)
Pour les articles homonymes, voir Xavier de Maistre, Maistre et Famille de Maistre (Savoie).
 (novembre 2010).
Si vous disposez d'ouvrages ou d'articles de référence ou si vous connaissez des sites web de qualité traitant du thème abordé ici, merci de compléter l'article en donnant les références utiles à sa vérifiabilité et en les liant à la section « Notes et références ».
Xavier de Maistre est un harpiste français, né à Toulon le 22 octobre 1973.

## Biographie
Xavier de Maistre descend directement, par son père, du philosophe Joseph de Maistre.
Il commence des études de harpe, à l'âge de neuf ans, avec son professeur de solfège qui est également professeur de harpe. Il complète sa formation avec Jacqueline Borot et Catherine Michel à Paris, où il reçoit son prix en 1989. En même temps, il fait des études à Sciences Po Paris et à la London School of Economics. Nicanor Zabaleta lui conseille : « Vous savez, il y a des milliers de bons avocats, mais un harpiste comme vous, il n'y en a qu'un seul. » Il s'engage alors définitivement dans une carrière de harpiste. 
À l'âge de 22 ans, il entre en tant que harpe solo à l’Orchestre philharmonique de Vienne et devient ainsi le premier musicien français à intégrer le prestigieux orchestre. En 1998, il remporte le premier prix d'un des principaux concours de harpe dans le monde : Concours international de harpe des États-Unis (en) de Bloomington,. En plus de donner des masterclasses, il enseigne à la Musikhochschule de Hambourg. En 2009, il reçoit le trophée Instrumentiste de l’année aux Echo awards.   
Dans son combat pour mieux faire connaître la harpe, Xavier de Maistre introduit de nombreux compositeurs dans le répertoire et transcrit des partitions, de manière qu'elles puissent être jouées sur l'instrument. On peut par exemple citer une transcription de La Moldau de Bedřich Smetana. 
Passionné de musique de chambre il se produit également avec Arabella Strinbacher, Daniel Müller-Schott, Baiba Skride, Antoine Tamestit, Magali Mosnier. 
Il enregistre exclusivement sous le label Sony Music depuis 2008. Son premier disque, intitulé Nuit d'Étoiles et consacré à Claude Debussy, est sorti en 2008. Suivent Hommage à Haydn (2009) avec l'Orchestre Symphonique de la radio viennoise sous la direction de Bertrand de Billy et Aranjuez (2010). Le disque Notte Veneziana, enregistré avec l'ensemble Arte del Mondo et consacré aux grandes pièces baroques, sort en mars 2012 et est acclamé par la critique en France et en Allemagne. En 2013, paraissent un DVS avec Diana Damrau et un enregistrement du Concerto pour piano KV. 459, de Mozart transcrit pour la harpe, avec le Mozarteum Salzburg sous la direction d'Ivor Bolton. 
Xavier de Maistre était marié avec une musicienne allemande. Ils sont parents d'une fille depuis 2006 prénommée Elisabeth.[réf. nécessaire].

## Discographie sélective
- Henriette Renié : Pièces pour harpe seule (Légende, Danse des Lutins, Contemplation, Pièce symphonique, Ballade fantastique) + Trio pour harpe, violon et violoncelle (avec Ingolf Turban, violon et Wen-Sinn Yang, violoncelle), 1 CD Harmonia Mundi "Les Nouveaux Interprètes", enregistré en 1999
- Concertos français pour harpe et orchestre : de Pierné, Boïeldieu, Saint-Saëns, Renié, avec le Staatsorchester Rheinische Philharmonie dirigé par Shao-Chia Lü, 1 CD Claves, enregistré en 2001
- Concertos pour 2 harpes et orchestre de : Mozart (K.365, cadences de Catherine Michel), Gossec (Concertante du Ballet de Mirza), Parish-Alvars (Concertino), Malecki (Concertino dans le style ancien), avec Catherine Michel (harpe), le Polish Radio Symphony Orchestra dirigé par Boguslaw Madey, 1 CD Egan records enregistré en 2003
- Famous Classics pour harpe seule : Œuvres de Smetana, Liszt, Bartok, Tchaïkovski, Prokofiev, Khatchaturian, Ravel, Albeniz M., Granados, Falla, 1 CD Claves enregistré en 2004
- Reinecke : Concerto pour harpe et orchestre op.181 (De Maistre), Zabel : Concerto pour harpe et orchestre op.35 (Ceysson), Parish-Alvars : Concerto pour 2 harpes et orchestre op.91 (Ceysson & De Maistre), avec le Staatsphilharmonie Rheinland-Pfalz dirigé par Hannu Lintu, 1 CD Claves enregistré en 2006
- Nuit d'étoiles, album Claude Debussy : Suite Bergamasque, Rêverie, Valse romantique, 7 Mélodies, Deux Arabesques, 3 Préludes, 2 Danses pour harpe et cordes, avec Diana Damrau (soprano), Membres du Wiener Philharmoniker, 1 CD RCA enregistré en 2008
- Hommage à Josef Haydn : 2 Concertos + Variations + Adagio + Grandjany : Fantaisie sur un thème de Haydn, avec The Vienna Radio Symphony Orchestra dirigé par Bertrand de Billy, 1 CD RCA enregistré en 2008
- Concertos and Dances for Harp : Rodrigo (Concierto de Aranjuez), Ginastera (Concerto op.25 & Milonga), Falla (Danse de La Vie brève), Tarrega (Recuerdos de la Alhambra), Granados (Valses poétiques), avec le Vienna Radio Symphony Orchestra dirigé par Bertrand de Billy, 1 CD Sony enregistré en 2009
- Notte Veneziana : Œuvres de Vivaldi, Marcello, Parish-Alvars, Albinoni, Pescetti, Godefroid, avec l'orchestre L'Arte del Mondo dirigé par Werner Erhardt, 1 CD Sony enregistré en 2011
- Wolfgang Amadeus Mozart : Concerto n°19 K. 459, Concerto pour flûte et harpe, Sonate n°16 K.545, avec Magali Mosnier (flûte), Mozarteumorchester Salzburg, dirigé par Ivor Bolton, 1 CD Sony enregistré en 2013
- Moldau, the romantic solo album : Œuvres de Smetana, Liszt, Prokofiev, Liadov, Walter-Kühne, Tchaïkovski, Khatchaturian, Glinka, Dvorak, 1 CD Sony enregistré en 2014
- Sérénade Espagnole : Œuvres de Granados, Albeniz I., Soler, Malats, Guridi, Albeniz M., Lopez-Chavarri, Falla, Tarrega, Gimenez, avec Lucero Tena (castagnettes), 1 CD Sony enregistré en 2017
- La Harpe Reine : Œuvres de Gluck, Haydn, Herman, Krumpholtz, avec Les Arts Florissants, direction William Christie, 1 CD HARMONIA MUNDI 2019
- La Harpe de la Reine ou le journal intime de Marie-Antoinette, un conte musical de Carl Norac (à partir de huit ans), illustrations de Eric Puybaret, par Marina Hands (récitante), Xavier de Maistre (harpe), Les Arts Florissants, direction William Christie, 1 livre de 60 page + 1CD, édition Little Village/Harmonia Mundi 2019

- Coup de cœur Jeune Public automne 2019 de l'Académie Charles-Cros.